# П'єрр (Кальвадос)
П'єрр (фр. Pierres) — колишній муніципалітет у Франції, у регіоні Нормандія, департамент Кальвадос. Населення — 195 осіб (2011).
Муніципалітет був розташований на відстані близько 230 км на захід від Парижа, 45 км на південний захід від Кана.

## Історія
До 2015 року муніципалітет перебував у складі регіону Нижня Нормандія. Від 1 січня 2016 року належав до нового об'єднаного регіону Нормандія.
1 січня 2016 року П'єрр, Берньєр-ле-Патрі, Бюрсі, Шендолле, Ле-Дезер, Естрі, Моншам, Прель, Ла-Рок, Рюллі, Сен-Шарль-де-Персі, Ле-Тей-Бокаж, Вассі i В'єссуа було об'єднано в новий муніципалітет Вальдальєр.

## Демографія
Динаміка населення (EHESS ):
Розподіл населення за віком та статтю (2006):
| Стать | Всього | До 15 років | 15-24 | 25-44 | 45-64 | 65-85 | Понад 85 |
| --- | ------ | ----------- | ----- | ----- | ----- | ----- | -------- |
| Чоловіки | 112    | 20          | 8     | 32    | 36    | 16    | 0        |
| Жінки | 88     | 16          | 8     | 36    | 12    | 16    | 0        |
| \| Статево-вікова піраміда \| Статево-вікова піраміда \| Статево-вікова піраміда \| \| ----------------------- \| ----------------------- \| ----------------------- \| \| Чоловіки \| Вік \| Жінки \| \| 0 \| 85 + \| 0 \| \| 8 \| 80-84 \| 4 \| \| 0 \| 75-79 \| 4 \| \| 4 \| 70-74 \| 0 \| \| 4 \| 65-69 \| 8 \| \| 4 \| 60-64 \| 0 \| \| 0 \| 55-59 \| 0 \| \| 12 \| 50-54 \| 4 \| \| 20 \| 45-49 \| 8 \| \| 8 \| 40-44 \| 12 \| \| 0 \| 35-39 \| 4 \| \| 16 \| 30-34 \| 12 \| \| 8 \| 25-29 \| 8 \| \| 4 \| 20-24 \| 0 \| \| 4 \| 15-20 \| 8 \| \| 12 \| 10-14 \| 4 \| \| 4 \| 5-9 \| 8 \| \| 4 \| 0-4 \| 4 \| |        |             |       |       |       |       |          |
| Статево-вікова піраміда |        |             |       |       |       |       |          |
| Чоловіки | Вік    | Жінки       |       |       |       |       |          |
| 0 | 85 +   | 0           |       |       |       |       |          |
| 8 | 80-84  | 4           |       |       |       |       |          |
| 0 | 75-79  | 4           |       |       |       |       |          |
| 4 | 70-74  | 0           |       |       |       |       |          |
| 4 | 65-69  | 8           |       |       |       |       |          |
| 4 | 60-64  | 0           |       |       |       |       |          |
| 0 | 55-59  | 0           |       |       |       |       |          |
| 12 | 50-54  | 4           |       |       |       |       |          |
| 20 | 45-49  | 8           |       |       |       |       |          |
| 8 | 40-44  | 12          |       |       |       |       |          |
| 0 | 35-39  | 4           |       |       |       |       |          |
| 16 | 30-34  | 12          |       |       |       |       |          |
| 8 | 25-29  | 8           |       |       |       |       |          |
| 4 | 20-24  | 0           |       |       |       |       |          |
| 4 | 15-20  | 8           |       |       |       |       |          |
| 12 | 10-14  | 4           |       |       |       |       |          |
| 4 | 5-9    | 8           |       |       |       |       |          |
| 4 | 0-4    | 4           |       |       |       |       |          |

## Економіка
2010 року серед 122 осіб працездатного віку (15—64 років) 107 були активними, 15 — неактивними (показник активності 87,7%, у 1999 році було 78,5%). З 107 активних мешканців працювала 101 особа (57 чоловіків та 44 жінки), безробітними було 6 (3 чоловіки та 3 жінки). Серед 15 неактивних 5 осіб було учнями чи студентами, 7 — пенсіонерами, 3 були неактивними з інших причин.

У 2010 році в муніципалітеті числилось 81 оподатковане домогосподарство, у яких проживали 206,5 особи, медіана доходів виносила 17 654 євро на одного особоспоживача